# 小行星3944
小行星3944（英語：3944 Halliday）是一颗围绕太阳公转的小行星。1981年11月24日，愛德華·鮑威爾在可可尼诺县发现了此天体。
这颗小行星的绝对星等为287.7976944835996等。